# Tama-chan

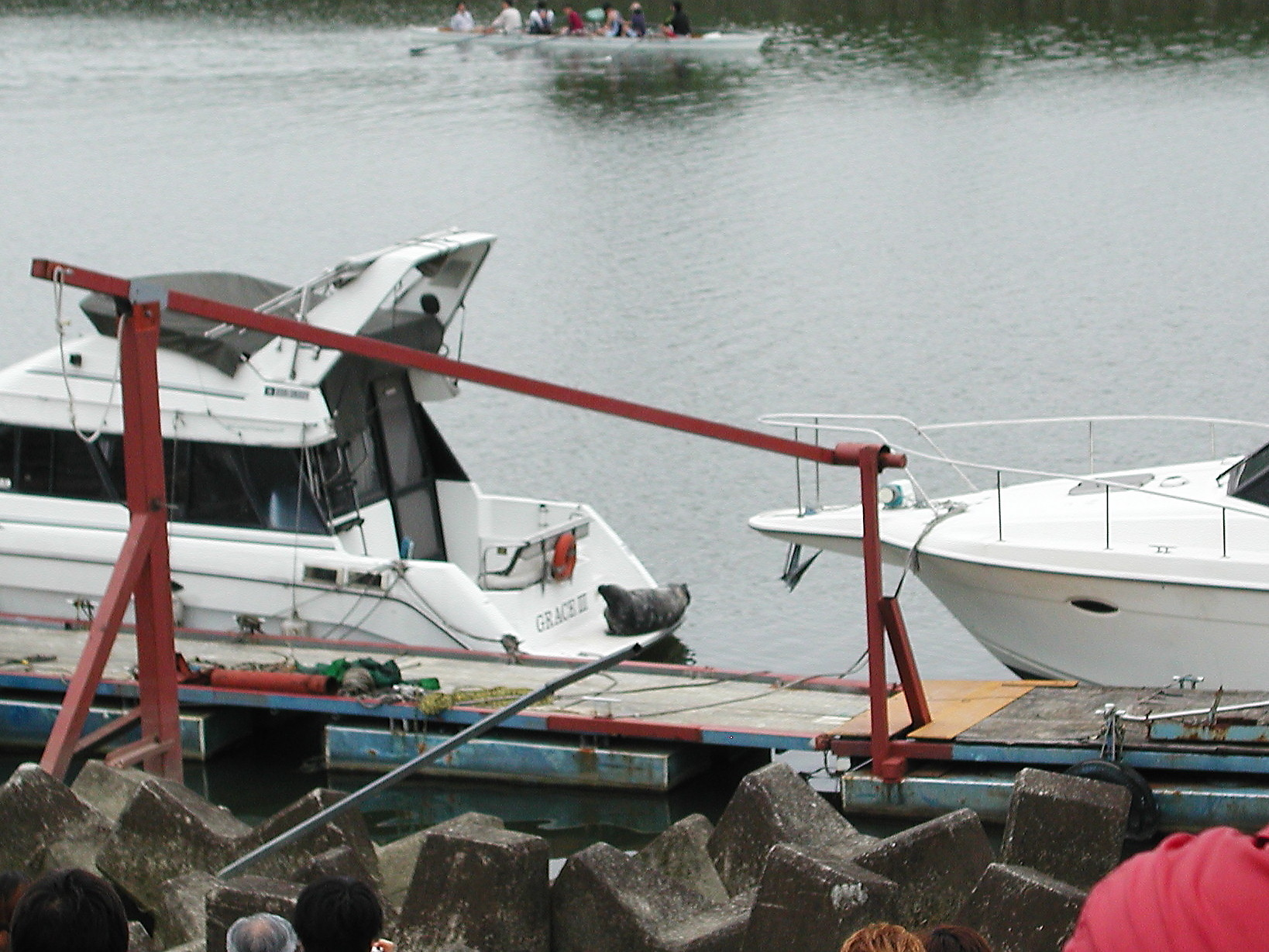
Tama-chan i Arakawa (flod), i Asaka.

Tama-chan, japanska タマちゃん, är det namn som en känd storsälshanne har fått. Han sågs för första gången 7 augusti 2002 nära Maruko Bridge i floden Tama i Tokyo, Japan, och har därefter blivit en nationell kändis i Japan.

## Namnet
Tama-chan fick sitt namn efter floden Tama, där han först sågs. Tama är sälens egentliga namn och -chan är ett suffix som motsvarar det japanska -san, som är en ömhetsbetygelse.

## Observationer
Om den första observationen av sälen rapporterades det flitigt i olika japanska massmedier. Det spekulerades om hur den normalt arktiska sälen kunde överleva i en flod i Tokyo under sommaren. Senare observationer gav en massiv publicitet, och stora folkmassor samlades för att titta på Tama-chan och japansk TV hade direktsändningar om sälen.
Tama-chan flyttade därefter till floder i närliggande centrala Yokohama, där han var en vanlig syn i floderna Tsurumi och Katabira under de följande månaderna. Tusentals människor samlades dagligen på broar i staden för att få se en skymt av kändisdjuret. Fanklubbar organiserades och dagliga uppdateringar om Tama-chan sändes på TV. Det ansågs att åsynen av sälen hade en helade effekt på människor.

## Registrering och kontrovers omJūminhyō
Yokohamas Nishi Ward gav till och med en hedersjūminhyō (bostadsregistrering) till Tama-chan. I början av 2003 gjorde detta att en grupp utländska invånare protesterade mot det faktum att jūminhyō endast är öppet för japanska medborgare (utländska medborgare registrerades under ett separat system). De arrangerade en marsch med morrhår ritade i ansiktet för att kräva en jūminhyō också för dem. Deras argument var att Saitama prefektur tidigare hade givit fiktiv jūminhyō till verkliga eller imaginära företeelser, som mangan och animeserien Crayon Shin-Chan. Systemet ändrades senare och från 9 juli 2012 är utländska medborgare bosatta i Japan registrerade i jūminhyō.

## Ett försök att fånga sälen
I mars 2003 försökte en grupp som kallade sig "Society That Thinks About Tama-chan" att fånga sälen med fiskenät för att skicka tillbaka den till arktiska vatten med hjälp av en lite känd USA-baserad grupp som heter "Marine Animal Life". En domedagssekt kallad Pana-Wave Laboratory, som avslöjades ligga bakom denna grupp, trodde pseudovetenskapligt att elektromagnetiska vågor ledde sälen vilse, och att ett återförande av sälen till arktiska vatten på något sätt skulle "rädda världen från förstörelse". Gruppen hade till och med byggt två swimmingpooler för att hålla kvar djuret tills det kunde överföras. Det olagliga försöket misslyckades när Tama-chan gled genom nätet.
Tama-chan försvann ur sikte några dagar senare. När Tama-chan dök upp igen i Nakagawa-floden i Tokyo med en fiskekrok inbäddad i sitt högra ögonbryn, fick han nationella nyhetsrubriker och Japans miljöminister Shun'ichi Suzuki fick frågor om hur djuret mådde.

## Senaste observationen
Tama-chan uppehöll sig i floden Arakawa. Uppmärksamheten från media, för att inte tala om Pana Wave Laboratory, minskade och folkmassorna minskade till en handfull Tama-chan-observatörer och amatörfotografer. Skyltar varnade människor för att alla som försöker fånga eller skada djuret skulle åtalas och att flodstranden var under övervakning av CCTV. Den senaste bekräftade observationen inträffade den 12 april 2004.
De följande åren har ett antal andra sälar setts runt Japan. 2004 "Kamo-chan", en ett år gammal largasäl, sågs nära Kamogawa, Chiba  och 2011 "Ara-chan", en annan largasäl, dök upp i Arakawafloden i Saitama prefektur 2011.